# Aristarch Lentułow

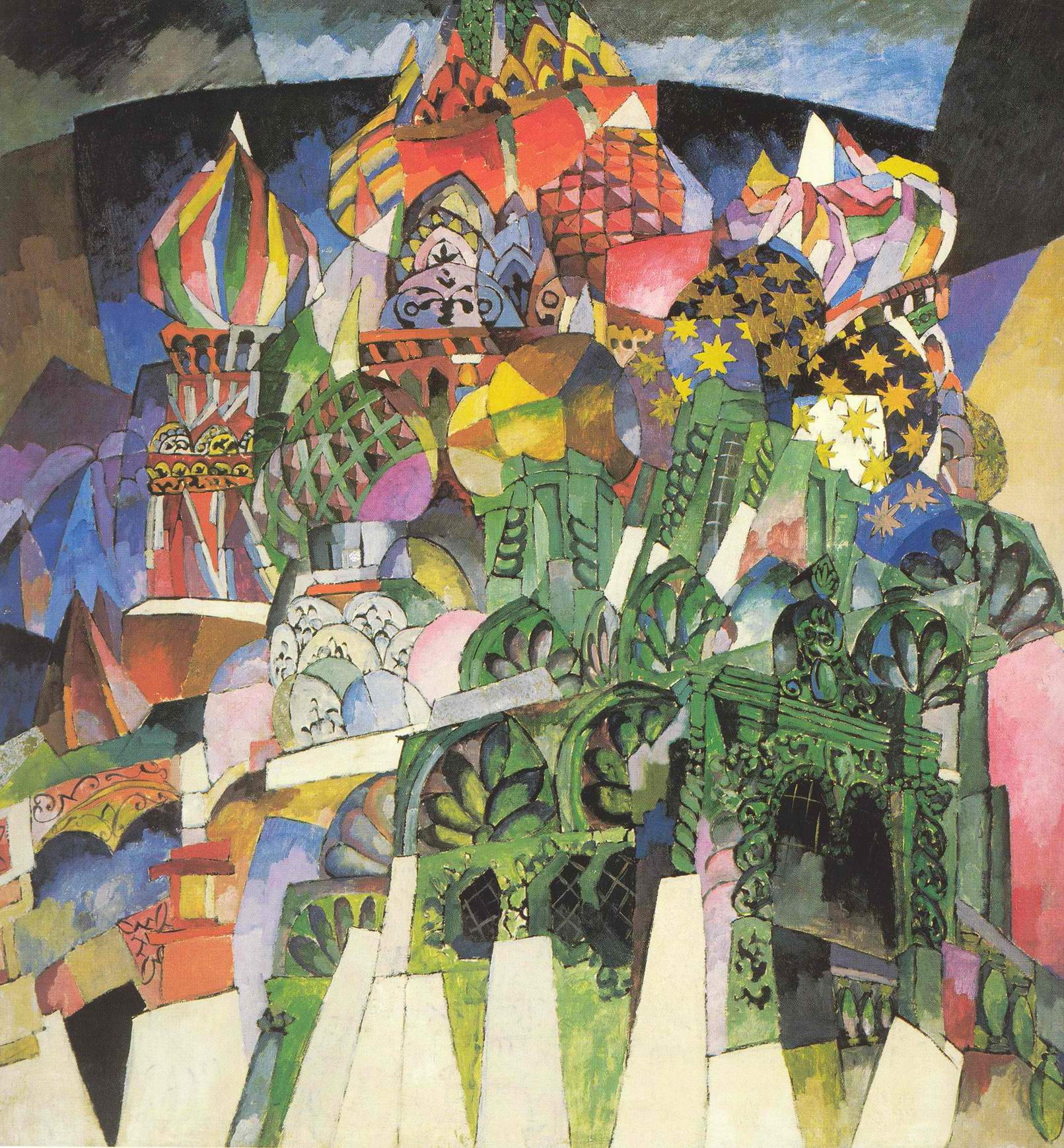
Cerkiew Wasilija Błażennego, 1913

Aristarch Wasiljewicz Lentułow (ros. Аристарх Васильевич Лентулов, ur. 4 stycznia?/16 stycznia 1882 we wsi Worona w guberni penzeńskiej, zm. 15 kwietnia 1943 w Moskwie) – rosyjski i radziecki malarz, scenograf i pedagog.

## Życiorys
Urodził się w rodzinie wiejskiego duchownego. Studiował malarstwo w uczelniach artystycznych w Penzie i Kijowie, a następnie u Dmitrija Kardowskiego w Sankt Petersburgu. W roku 1910 był współzałożycielem moskiewskiej grupy „Bubnowyj Walet” (Walet Karo)
W latach 1910–1911 Lentułow studiował w Paryżu w studiu Le Fauconnier i w akademii La Palette. Zapoznał się tam z twórczością Fernanda Légera i Roberta Delaunay. Po powrocie do Rosji wpłynął na rozwój rosyjskiego futuryzmu, m.in. na twórczość Wasilija Kandinskiego i Kazimierza Malewicza.
Lentułow jeszcze przed rewolucją październikową rozpoczął projektowanie scenografii dla moskiewskiego Teatru Kameralnego („Kumoszki z Windsoru” Szekspira, 1916) i Teatru Wielkiego („Prometeusz” Skriabina, 1919).
W roku 1925 uczestniczył w paryskiej Międzynarodowej Wystawie Sztuki Dekoracyjnej i Wzornictwa, gdzie został nagrodzony dyplomem za scenografię do opery Antona Rubinsteina „Demon”.
W roku 1928 Lentułow został członkiem Stowarzyszenia Artystów Moskiewskich i jego przewodniczącym. W skład stowarzyszenia weszło wielu dawnych członków grupy „Bubnowyj Walet” (Walet Karo).
Lentułow zajmował się też dydaktyką. Od roku 1919 wykładał na Wchutiemasie, 1937 został powołany na profesora moskiewskiego Instytutu im. Surikowa.

## Galeria

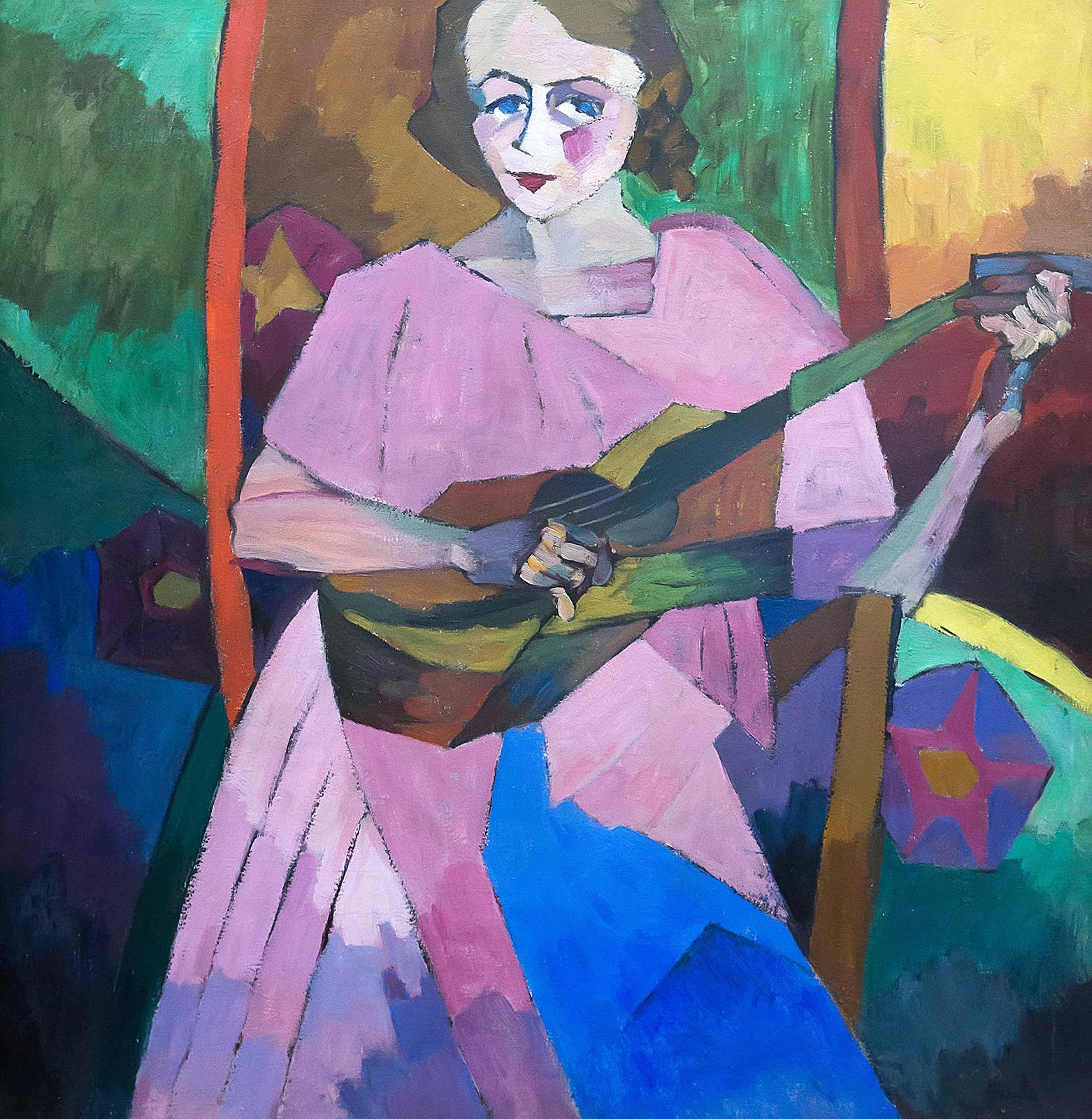
Kobieta z gitarą 1913
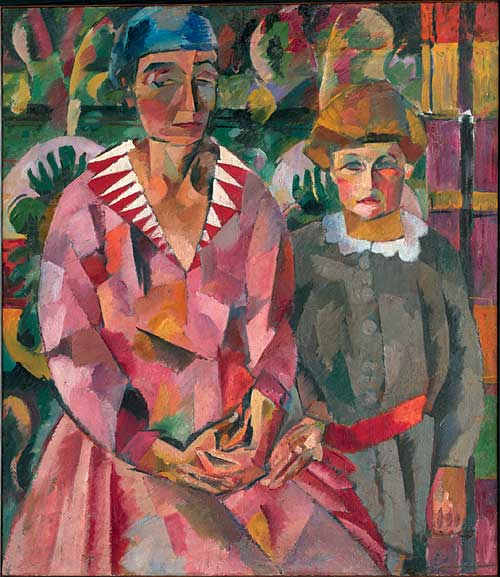
Portret żony z córką
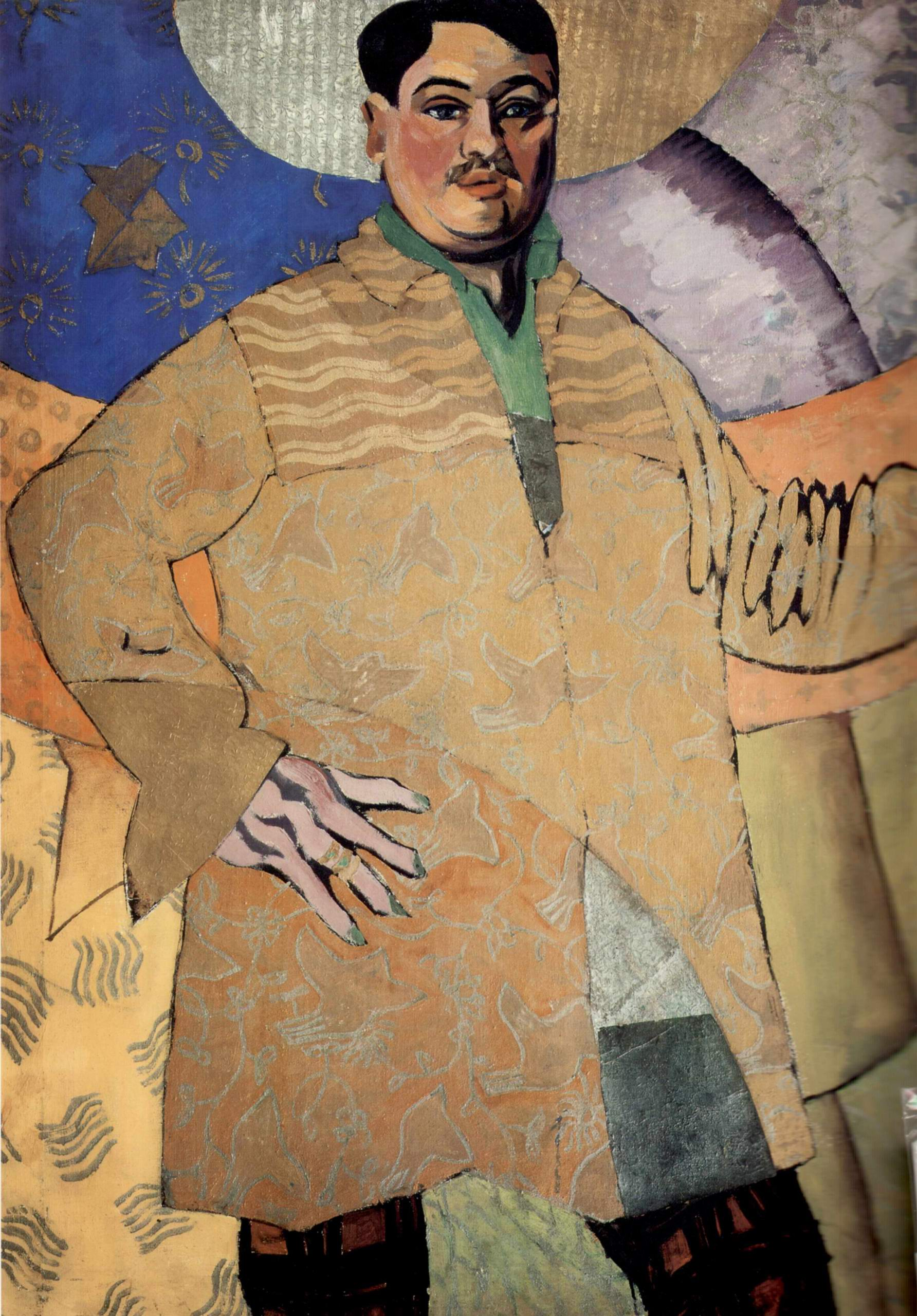
Autoportret 1915